# Tổng thống Mozambique
Tổng thống Mozambique (tiếng Bồ Đào Nha: Presidentes de Moçambique) là người bảo đảm Hiến pháp, đứng đầu nhà nước, chính phủ và Tổng Tư lệnh các Lực lượng Quốc phòng và An ninh của Cộng hòa Mozambique. Tổng thống được bầu trực tiếp và có nhiệm vụ thể hiện sự thống nhất quốc gia, đại diện cho quốc gia ở cấp quốc gia và quốc tế, đồng thời giám sát hoạt động đúng đắn các cơ quan nhà nước.
Tổng thống hiện tại là Daniel Chapo, ông nhậm chức nhiệm kỳ vào ngày 15 tháng 1 năm 2025 sau cuộc Tổng tuyển cử năm 2024.

## Ứng viên
Mọi công dân Mozambique đều có thể là ứng cử viên cho chức vụ Tổng thống, với điều kiện đáp ứng đầy đủ các tiêu chí sau:  
- Có quốc tịch Mozambique và không mang bất kỳ quốc tịch nào khác;
- Ít nhất 35 tuổi;
- Đầy đủ quyền công dân và chính trị;
- Được đề cử bởi ít nhất mười nghìn cử tri.

## Nhiệm kỳ và bầu cử
Tính đến năm 2021, Hiến pháp Mozambique quy định tổng thống chỉ được có hai nhiệm kỳ 5 năm liên tiếp. Tổng thống đầu tiên áp dụng giới hạn nhiệm kỳ là Joaquim Chissano vào năm 2005
Một Tổng thống đã được bầu hai nhiệm kỳ liên tiếp không được ứng cứ ít nhất sau 5 năm kể từ khi kết thúc nhiệm kỳ cuối cùng Tổng thống. Nếu Tổng thống từ chức, người đó không được ứng cử vào cuộc bầu cử mới sau 10 năm. Trong trường hợp Tổng thống bị kết án khi đang đương nhiệm, người đó sẽ không được ứng cử lại vào chức vụ này, và cũng không được giữ bất kỳ chức vụ nào trong cơ quan công quyền tối cao hoặc chính quyền địa phương.
Trong trường hợp Tổng thống tạm thời mất khả năng hoặc vắng mặt khỏi đất nước:
- Chức vụ sẽ được thay thế bởi Chủ tịch Quốc hội hoặc, nếu Chủ tịch Quốc hội vắng mặt, thì bởi người thay thế của Chủ tịch Quốc hội;
- Việc đồng thời vắng mặt khỏi đất nước Tổng thống và người thay thế theo hiến pháp bị nghiêm cấm;
- Quốc hội, Hội đồng Hiến pháp và Chính phủ phải được thông báo ngay lập tức về bất kỳ trường hợp tạm thời mất khả năng hoặc vắng mặt của Tổng thống.

Chủ tịch Quốc hội cũng sẽ đảm nhận chức vụ Nguyên thủ quốc gia tạm thời trong các trường hợp sau:
- Trong trường hợp tử vong hoặc mất khả năng vĩnh viễn, được chứng nhận bởi một hội đồng y tế;
- Trong trường hợp từ chức, được thông báo tới Quốc hội;
- Trong trường hợp bị đình chỉ hoặc cách chức do bị truy tố hoặc kết án bởi Tòa án Tối cao.
- Trong thời gian Chủ tịch Quốc hội đảm nhiệm chức vụ Tổng thống lâm thời, chức vụ đại biểu của Chủ tịch Quốc hội sẽ tự động bị đình chỉ.

Ứng cử viên nhận được hơn một nửa số phiếu bầu sẽ được bầu làm Tổng thống. Nếu không có ứng cử viên nào đạt được đa số tuyệt đối, sẽ tổ chức vòng hai giữa hai ứng cử viên nhận được nhiều phiếu bầu nhất.

## Nhậm chức
Tổng thống sẽ tuyên thệ nhậm chức trước Chủ tịch Hội đồng Hiến pháp trong một buổi lễ công khai với sự có mặt của các đại biểu Quốc hội và các đại diện khác từ các cơ quan công quyền tối cao.
Khi nhận chức, Tổng thống sẽ tuyên thệ sau đây:
"Tôi xin thề trên danh dự của mình rằng tôi sẽ tôn trọng và đảm bảo việc tôn trọng Hiến pháp, tôi sẽ thực hiện một cách trung thành nhiệm vụ của Tổng thống nước Cộng hòa Mozambique, tôi sẽ dốc toàn lực vào việc bảo vệ, thúc đẩy và củng cố sự thống nhất quốc gia, nhân quyền, dân chủ và phúc lợi của nhân dân Mozambique, và tôi sẽ đảm bảo rằng công lý được thực hiện cho tất cả công dân".

1. ↑  Azevedo, Elisabete (tháng 5 năm 2009). The Assembly of the Republic of Mozambique: From Enemies to Adversaries? (PDF) (Working paper). Bản gốc (PDF) lưu trữ ngày 9 tháng 8 năm 2017. Truy cập ngày 3 tháng 4 năm 2019 – qua eisa.org.za.
2. ↑  Odinga, Timothy (ngày 7 tháng 10 năm 2017). "The Highest and Lowest Paid African Presidents". Business Daily. Truy cập ngày 12 tháng 1 năm 2020.